# سياحة علاجية

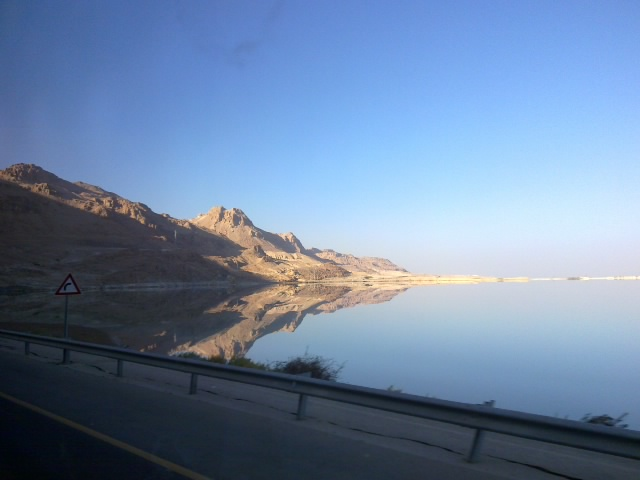
يعتبر البحر الميت من أهم الواجهات السياحية العلاجية في الأردن

السياحة العلاجية أو الاستشفائية هي إحدى أنواع السياحة، وهي السفر بهدف العلاج أوالاستجمام في المنتجعات الصحية في مختلف بقاع العالم.

## أنواع السياحة
تنقسم إلى قسمين:

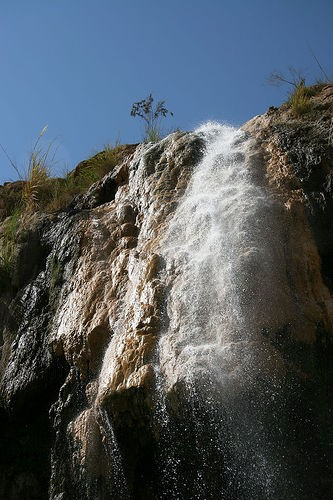
تعتبر حمامات ماعين في الأردن ثاني أهم الوجهات السياحية العلاجية

السياحة العلاجية: تعتمد السياحة العلاجية على استخدام المصحات المتخصصة أو المراكز الطبية أو المستشفيات الحديثة التي يتوفر فيها تجهيزات طبية وكوادر بشرية تمتاز بالكفاءة العالية والتي تنتشر في جميع دول العالم، إلا أن هناك دول تفوقت عن غيرها في هذا المجال وأصبحت مشهورة بهذا النوع من السياحة مثل التشيك وأوكرانيا وألمانيا وبعض الدول العربية كالأردن وتونس.
السياحة الاستشفائية:
تعتمد السياحة الاستشفائية على العناصر الطبيعية في علاج المرضى وشفائهم مثل ينابيع المياه المعدنية أو الكبريتية كالبحيرات الموجود في إندونيسيا في أكثر من مدينة ومراكز الاستشفاء المتخصصة بقربص وحمام بورقيبة في تونس والبحر الميت وحمامات ماعين في الأردن، والرمال والتعرض لأشعة الشمس بغرض الاستشفاء من بعض الأمراض الجلدية والروماتيزم وأمراض العظام وغيرها وتطلق السياحة العلاجية على كل من النوعين السابقين.

## بعض الأماكن والدول المشهورة بالسياحة العلاجية
- تونس: تعتبر تونس الدولة الأولى عالميا في مجال السياحة الإستشفائية بعد ان أكّدت ريادتها على حساب فرنسا حيث تتحوز تونس على ثروات كبيرة جدا من المياه المعدنية الدافئة والحمامات الشعبية الحارة التي تنتشر في شمال البلاد وجنوبها، مما خولها لتكون وجهة مميزة للراغبين في السياحة والإستشفاء من كل بلدان العالم، خاصة من أوروبا وأمريكا والدول الأسيوية. وتوجد في تونس أربع محطات إستشفائية و 50 مركز علاج بالمياه الطبيعية وحوالي 60 مركزا للعلاج بمياه البحر و 50 مركز نقاهة و 18 نبعا مائيا جوفيا حارا بمواصفات عالمية، بالإضافة إلى عديد الحمامات الشعبية الحارة التي يقصدها المئات يوميا للعلاج. وتعتبر مدينتا قربص (شمال شرق) وحمام بورقيبة (شمال غرب) من أشهر مراكز الإستشفاء بالمياه الجوفية والمياه المعدنية الدافئة التي ترتقي إلى المواصفات العالمية ويقصدها آلاف السياح التونسيين والأجانب على امتداد السنة.[2][3]
- الأردن: تعتبر الأردن مشهورة بمناطق السياحة العلاجية والاستشفائية، فمن مواقع العلاج الطبيعي التي يقصدها السياح للعلاج البحر الميت وحمامات عفرا، وحمامات ماعين. فضلاً عن كونها مقصداً للمرضى العرب الذين يلجأون للعلاج في مستشفياتها سواء كان ذلك باتفاقيات بين الأردن وحكومات تلك الدول (كاليمن والسودان وليبيا ودول الخليج العربي) أو بترتيب شخصي.
- لبنان: وهي من الدول المتقدمة في المصحات العلاجية لمرضى التدرن الرئوي ومواقعها في الجبال ومنها مصح حمانا حيث يقطنها المرضى لفترات طويلة قد تطل لأكثر من سنة.
- مصحات الإدمان والأمراض النفسية في إنجلترا "Priory Hospital"، لمعالجة الأمراض النفسية والإدمان ويوجد فيها مرضى من جميع أنحاء العالم لقضاء فترات علاجية طويلة وفترات نقاهة من بعد التماثل للشفاء ويقصدها أشخاص من مختلف الجنسيات بحثاً عن أفضل طرق العلاج وقبل هذا السرية التامة التي تمتاز بها هذه المصحات.
- دور العجزة والمسنين الخاصة والتي تمتاز بفخامتها والخدمات المميزة التي تقدمها للنزيل مقابل مبالغ من المال تختلف بحسب فئة الدار والخدمات المقدمة فيها وهذه الدور منتشرة في نطاق واسع في الدول الاوبية والتي أصبح لها تأثير ولو كان بسيط على القطاع الاقتصادي في أوروبا حيث انتشرت ظاهرة إسكان الوالدين أو ذو الاحتياجات الخاصة بين الشعوب الاوربية لأسباب كثيرة.
- مصر: تمتاز واحة سيوة بمصر بمناخها الجاف طوال العام والرمال الساخنة التي تساعد في علاج آلام المفاصل والعمود الفقري، كما تتميز بكثرة عيون المياه التي تتدفق من باطن الأرض. إن عامل الطقس الجاف في هذه الواحة يساهم في الاستشفاء من أمراض الجهاز التنفسي، والرمال الساخنة الموجودة بجبل «الدكرور» بها إشعاعات تساعد في علاج الروماتيزم وشلل الأطفال والصدفية والجهاز الهضمي.[4]

أما استخدام المياه الساخنة فينقسم إلى قسمين مياه ساخنة عادية ومياه ساخنة كبريتية حيث يتم معالجة نوع خاص من الطين بهذه المياه ويعالج كثير من الامراض الجلدية ومشاكل البشرة بالإضافة إلى علاج الجهاز التنفسي لكنه لم يستخدم حتي الآن في مصر على الرغم من أنه متوافر في كثير من البلدان الاوربية.
- اليمن: تمتلك مقومات هامة للسياحة الاستشفائية من ذلك انتشار الحمامات الطبيعية مثل حمامات دمث والسخنة.
- تركيا: اشتهرت تركيا في السنوات الماضية بالسياحة العلاجية وخاصة زراعة الشعر في مدينة اسطنبول[5]، حيث حققت تركيا عائدات تتخطى مليار دولار في عام 2018 فقط من عائدات زراعة الشعر.[6]